# Geografia Chin

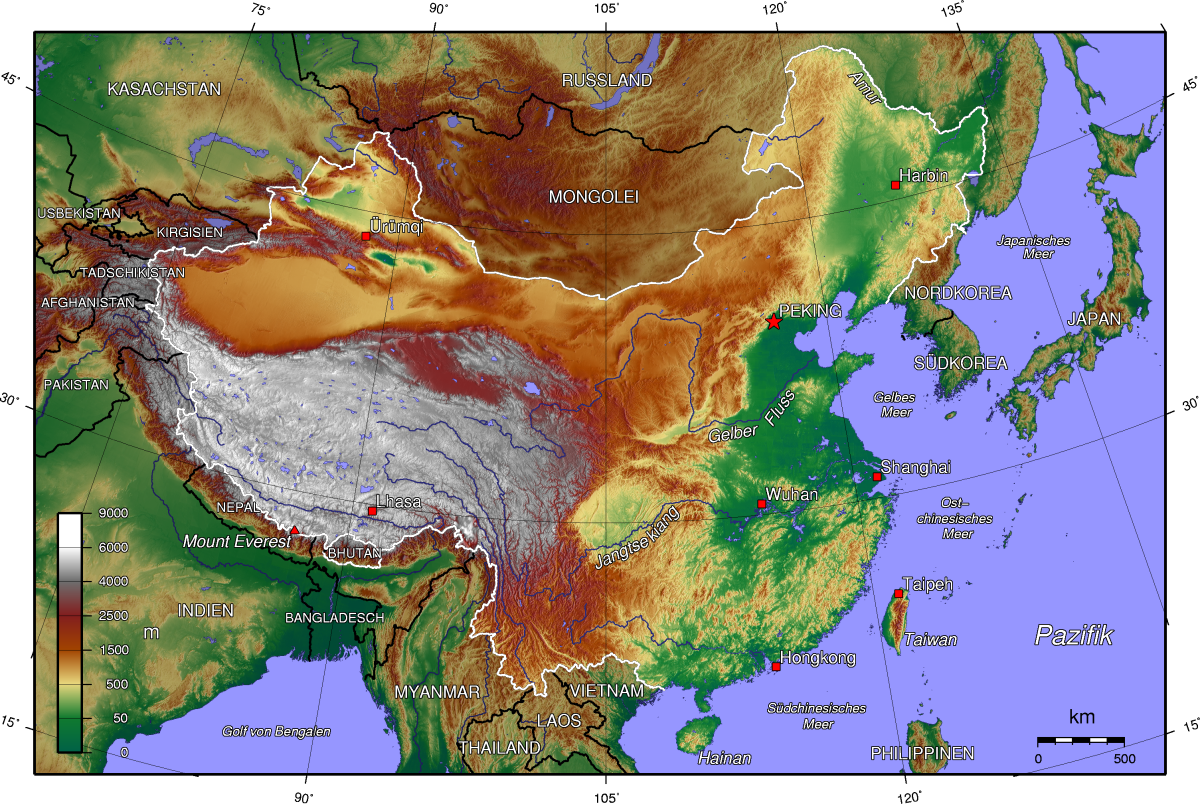
Mapa fizyczna Chin

Chiny (CHRL) są największym państwem azjatyckim (nie licząc azjatyckiej części Rosji). Terytorium Chińskiej Republiki Ludowej skupia 6,5% powierzchni lądowej świata i prawie jedną piątą światowej populacji ludzi.

## Powierzchnia, położenie i granice
Powierzchnia – 9 597 000 km² (bez Tajwanu), kraj trzeci co do wielkości na świecie.
Położenie – Chiny swym ogromnym obszarem zajmują część Azji Środkowej i obszar Azji Wschodniej. Od strony wschodniej oblewają je wody Oceanu Spokojnego (Morze Wschodniochińskie w północnej części i Morze Południowochińskie w południowej części, oraz Morze Żółte, które oddziela ten kraj od Półwyspu Koreańskiego).
Skrajne punkty – północny 53°13′N, południowy 18°12′N, zachodni 73°50′E, wschodni 135°10′E. W przypadku południowego punktu nie zostały wliczone niewielkie wysepki np. Wyspy Spratly, które są obiektem roszczeń Malezji i Wietnamu. Z nimi najdalej położony na południe punkt Chin to: 3°50′N.
Rozciągłość południkowa kraju wynosi 5700 km, a równoleżnikowa 5200 km. Zwarty obszar Chin ze wschodu na zachód mierzy około 4200 km, zaś z północy na południe około 3700 km.
Chińska Republika Ludowa graniczy z następującymi państwami:
- Afganistan – 76 km
- Bhutan – 470 km
- Indie – 3380 km
- Kazachstan – 1533 km
- Kirgistan – 858 km
- Korea Północna – 1416 km
- Laos – 423 km
- Mjanma – 2185 km
- Mongolia – 4677 km
- Nepal – 1236 km
- Pakistan – 523 km
- Rosja – 3645 km
- Tadżykistan – 414 km
- Wietnam – 1281 km

Linia brzegowa kraju wynosi 18 000 km (bez wysp).

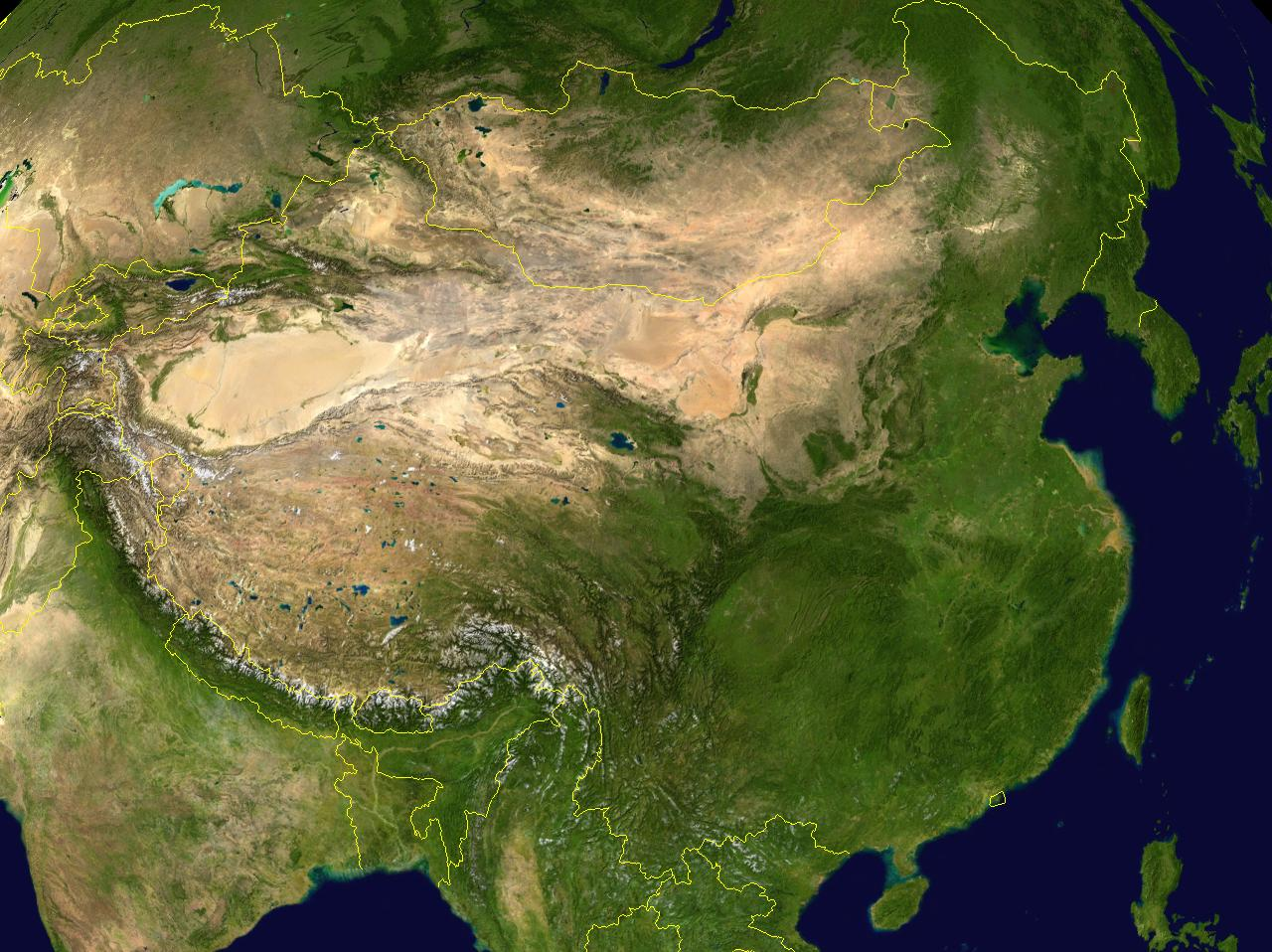
Mapa satelitarna Chin na tle innych państw

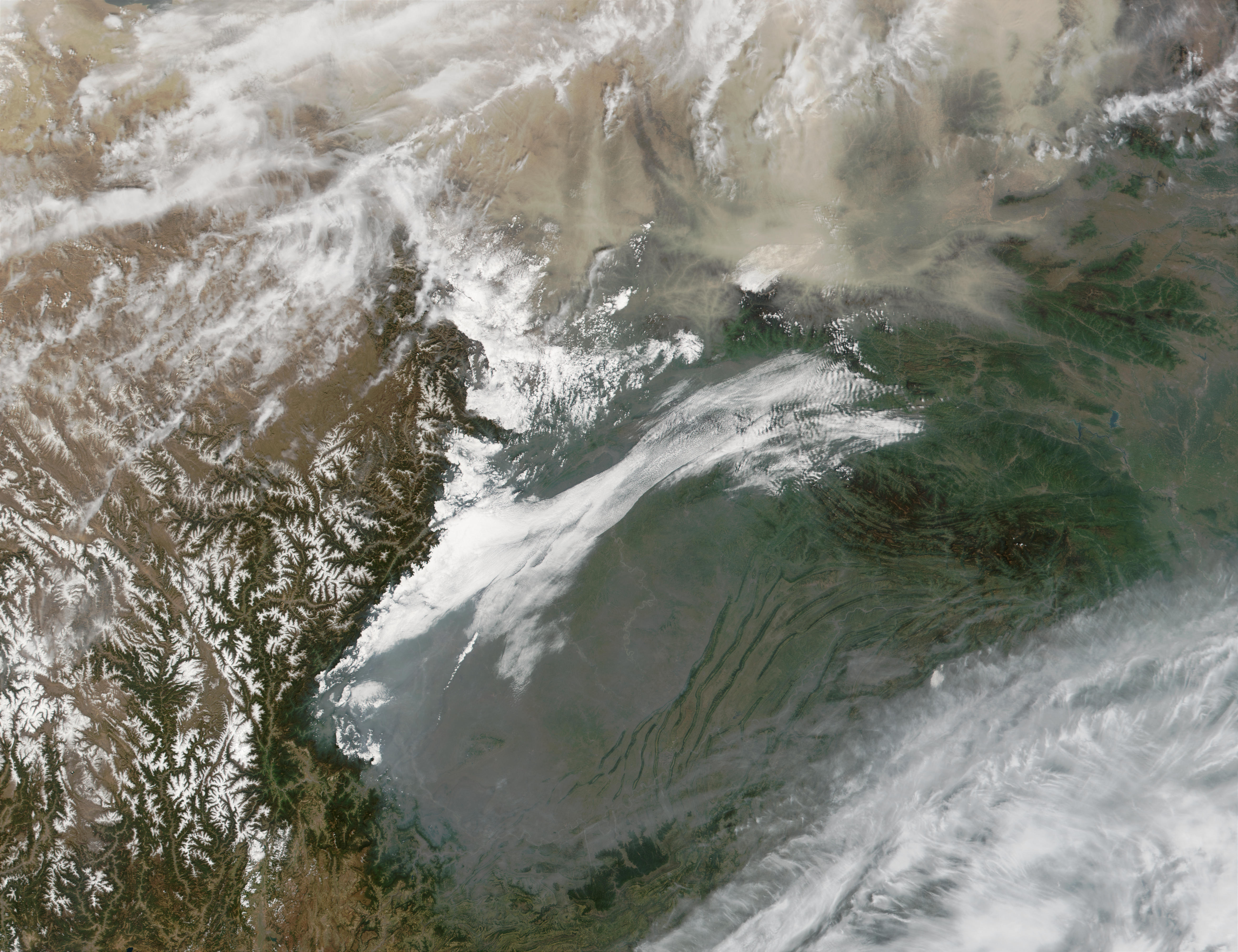
Fragment Chin widziany z kosmosu

## Ukształtowanie poziome
Chiny cechują się dość urozmaiconą linią brzegową, pełną licznych małych i dużych zatok oraz półwyspów. Na wschodzie, nad Morzem Żółtym leżą dwa największe półwyspu kraju, które posiadają skaliste wybrzeża. Są to Liaotung i Szantung. Półwyspy te zamykają Zatokę Pohaj, cieśniną o tej samej nazwie. Środkowy odcinek wybrzeża ma charakter akumulacyjny i na znacznym odcinku przebiega przez dawne równiny deltowe. Dalej w kierunku południowym wybrzeże Chin ma postać riasową. Formy abrazyjne występują głównie na południu od zatoki Hangzhou i na południowych brzegach Morza Wschodniochińskiego i Południowochińskiego. W pobliżu tychże wybrzeży leżą dwie największych wyspy Chin: Tajwan i Hajnan na samym południu. Na wschodnim i południowym odcinku wybrzeża Chiny licznie występują małe skaliste zatoki, półwyspy gdzie największy z nich to: Leizhou i mniejsze wyspy przybrzeżne, których jest ponad 3 000. Miejscami występują niewielkie równiny deltowe w pobliżu ujść rzek.

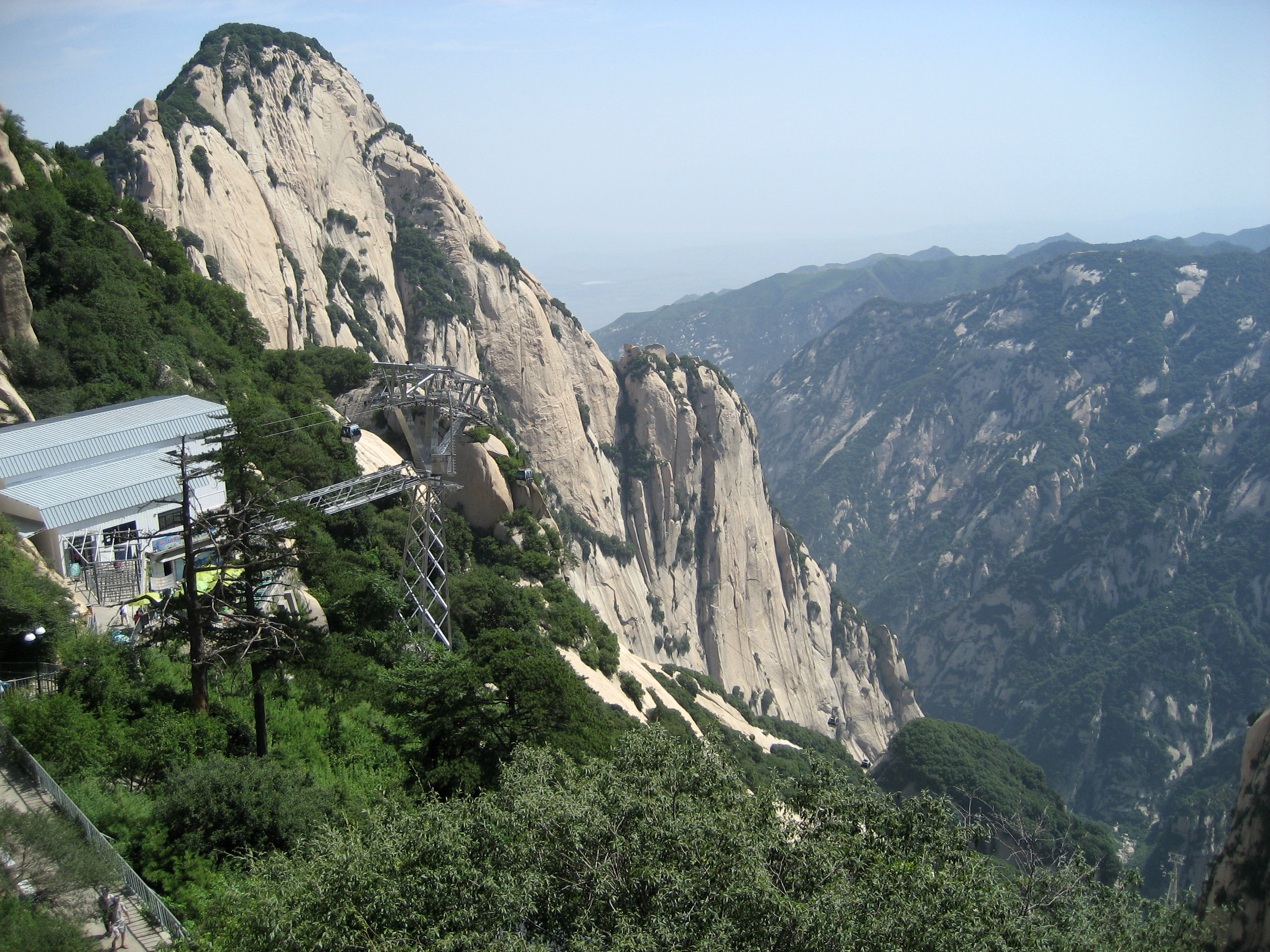
Hua Shan w prowincji Shaanxi

## Budowa geologiczna
Obszar Chin spoczywa na prekambryjskiej platformie (kraton), która jest częścią wielkiej euroazjatyckiej płyty litosfery. Platforma chińska jest głównie ze skał metamorficznych, na które składają się: gnejsy, fyllity, kwarcyty i łupki krystaliczne. Resztę stanowi granitowe podłoże. Około dwóch miliardów lat temu platforma chińska stanowiła jednolitą całość, potem uległa rozbiciu na mniejsze bloki. Wschodnia część tej platformy to izolowane masywy pochodzenia prekambryjskiego, są to: masyw mandżurski, północno-koreański, i południowo-chiński. Zachodnią część platformy tworzą masywy: ałaszański, cajdamski, tarmyski i tybetański. Między tymi masywami powstały obniżenia i rowy tektoniczne. Owe obszary geologiczne mające do 10 km miąższości uległy sfałdowaniu w czasie orogenezy kaledońskiej i hercyńskiej. Ruchy górotwórcze miały też miejsce w mezozoiku, a zwłaszcza pod koniec tej ery. Tak zwana orogeneza jenszańska zwana też pacyficzną była okresem powstania gór wschodniej części Chin m.in. Qin Ling. Wypiętrzeniu uległa część struktur mezozoicznych, gdzie ruchom tym towarzyszyły intruzje skał magmowych, oraz wylewy law andezytowych. Pod koniec ery mezozoiku powstały rozległe obniżenia tektoniczne np. Kotlina Syczuańska.
W okresie przełomu mezozoiku i kenozoiku obszary lądowe Chin zostały poddane intensywnym procesom zrównania, czyli tak zwanej peneplenizacji. Potem w miocenie ponownie nastąpiły kolejne ruchy górotwórcze, czyli okres fałdowania alpejskiego, ruchy te były związane z przysuwaniem się ku północnemu wschodowi indoaustralijskiej płyty litosfery. W wyniku tego procesu zostały wydźwignięte południowe krańce platformy chińskiej. min. Wyżyna Tybetańska. Powstały wtedy zręby i zapadliska w obrębie starszych struktur geologicznych np. Wielki Chingan. W miocenie także ukształtowały się nowe łańcuchy górskie do których należą: Himalaje, Kunlun, Qilian Shan i Hengduan Shan.

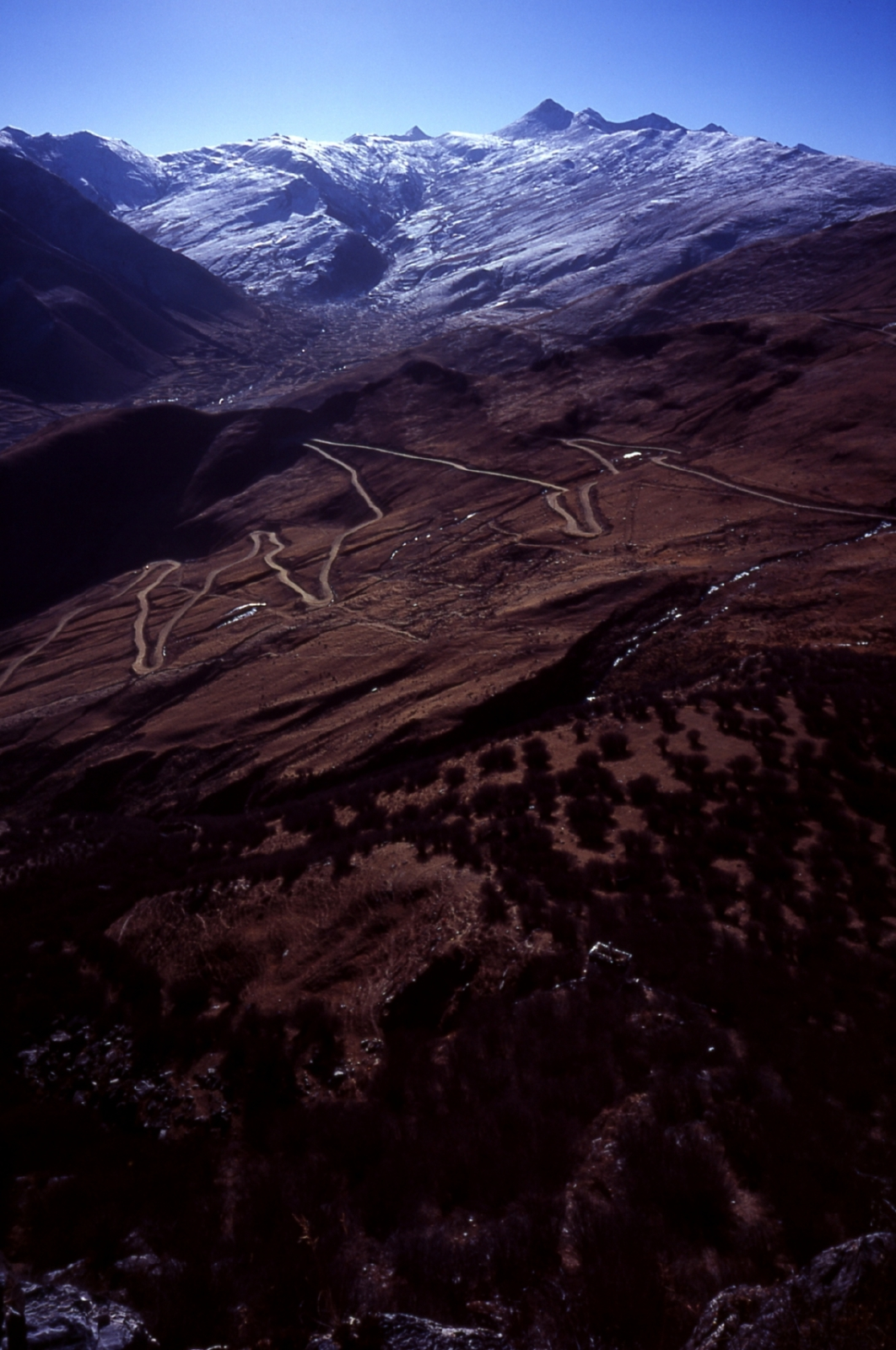
Tybet – droga do klasztoru, w tle Himalaje

Chiny należą do obszarów sejsmicznych, czyli miejsc, gdzie występują trzęsienia ziemi. Poza częścią Mandżurii, terenów na południowym wschodzie kraju i północnym zachodzie, znaczna część kraju to regiony gdzie występują trzęsienia ziemi. W znacznym stopniu dotyczy to gęsto zaludnionej Niziny Chińskiej. W 1976 roku w Chinach wydarzyło się najbardziej katastrofalne trzęsienie XX wieku. W mieście Tangshan zginęło 242 tys. ludzi. W XXI wieku także doszło do silnego trzęsienia ziemi. W prowincji Syczuan w styczniu 2008 roku ziemia zatrzęsła się z siłą 7,8 w skali Richtera, zginęło 8700 osób.

## Rzeźba

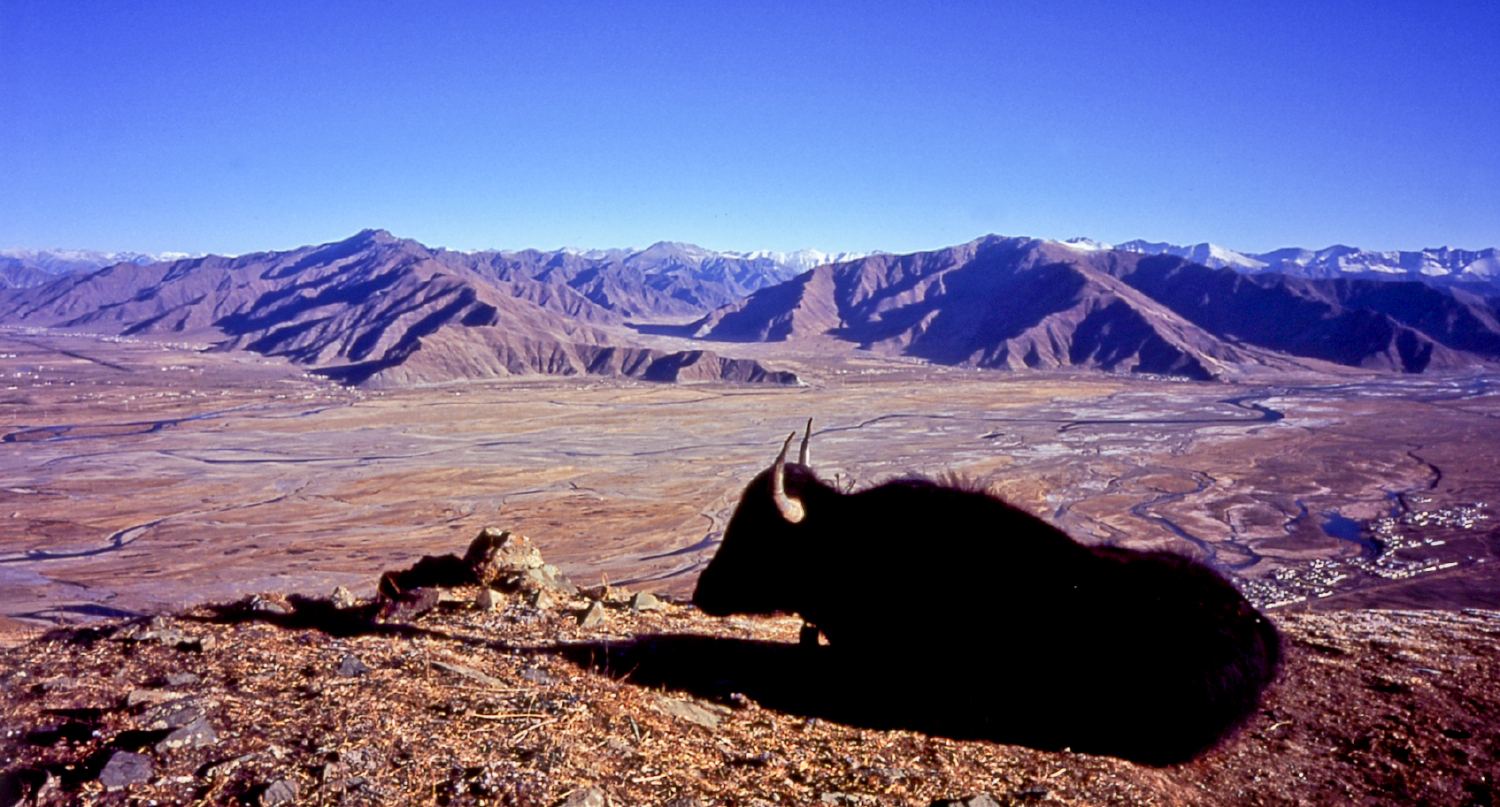
Tybet, jak wygrzewający się w słońcu

Chiny ze względu na swoje ogromne terytorium charakteryzują się urozmaiconą rzeźbą terenu. Terytorium Chin to głównie obszary wyżynne i górzyste. 75% terytorium państwa leży na wysokości powyżej 500 m n.p.m. Niziny zajmują niewielki procent, bo tylko 12%, zaś tereny górzyste, leżące powyżej 3000 m n.p.m. aż 23% powierzchni kraju. Chiny są także krajem, w którym występuje największa na świecie różnica pomiędzy najniższym punktem kraju a najwyższym. Dokładnie jest to 9002 m gdzie najwyższym punktem jest Mt. Everest leżący na granicy Chin i Nepalu, najniższym punktem zaś jest depresja w Kotlinie Turfańskiej.
W Chinach wschodnich przeważają niziny, oraz góry o niskiej i średniej wysokości do około 3000 m n.p.m. Głównym czynnikiem rzeźbotwórczym są procesy fluwialne takie jak erozja i sedymentacja rzeczna. We wschodnich Chinach jak już wyżej napisano występują niziny aluwialne, gdzie Nizina Chińska liczy 300 tys. km². W południowo-wschodniej części Chin leżą silnie zerodowane Góry Południowochińskie o maksymalnej wysokości do 2158 m n.p.m. W tych też rejonach występują najbardziej malownicze formy rzeźby krasowej, gdzie skały węglanowe zajmują połowę obszaru. Obszar północno-wschodni to rozległa Nizina Mandżurska, otoczona górami: Wielki Chingan na zachodzie i Mały Chingan na północy. W Chinach północno-zachodnich występują rozległe wyżyny i kotliny, otoczone przez łańcuchy górskie o różnych wysokościach. Na północy kraju wznosi się Wyżyna Mongolska z pustynią Ałaszan oraz wyżyna Ordos, do której na południu przylega Wyżyna Lessowa – największy na świecie obszar występowania lessów. W środkowych i południowych Chinach występują atrakcyjne krajobrazowo formy erozyjne jak wzgórza i tarasy, które znajdują się w tak zwanych czerwonych kotlinach. Te formacje geologiczne są zbudowane z czerwonych zlepieńców, piaskowców i łupków.
Najbardziej wyżynny i górzysty obszar i zarazem zajmujący największą powierzchnię to region południowo-zachodni. To Wyżyna Tybetańska, która jest otoczona przez wysokie góry takie jak Himalaje na południu, Karakorum i Pamir na zachodzie, Kunlun na północy i Hengduan Shan na wschodnich krańcach wyżyny. Przeciętna wysokości Tybetu to 4000 do 5000 m n.p.m. co sprawia, że region ten jest bardzo słabo zaludniony. Poza Mt. Everestem do najwyższych szczytów zaliczyć należy słynne K2 o wysokości 8611 m n.p.m. w Karakorum i Ulug Muztag w Kunlun o wysokości 6973 m n.p.m. Rzeźbę tych terenów ukształtowały głównie procesy glacjalne i peryglacjalne, zwłaszcza w części zachodniej. We wschodniej zaś na kształt obecny regionu Tybetu i okalających go łańcuchów miały procesy erozji rzecznej. Same Himalaje, które są najwyższymi górami świata, powstały w orogenezie alpejskie, są zaliczane do gór fałdowo-płaszczowych. Są zbudowane ze skał krystalicznych pochodzenia prekambryjskiego, oraz ze skał osadowych, magmowych i metamorficznych, powstałych od czasów karbonu po trzeciorzęd. Obecnie góry wciąż ulegają wypiętrzeniu. Poza Himalajami ważnym pasmem górskim są góry Tienszan, mające równoleżnikowy przebieg i ciągnące się poza terytorium Chin w kierunku zachodnim na obszary państw Kirgistanu, Tadżykistanu, części Kazachstanu i sięgają aż do terytorium Uzbekistanu. Ostre grzbiety tych gór są odporne na erozję, a same góry zbudowane są z gnejsów i granitów pochodzenia prekambryjskiego. Ich najwyższy szczyt Szczyt Zwycięstwa, w Chinach zwany Tomurem wznosi się 7436 m n.p.m.

## Klimat

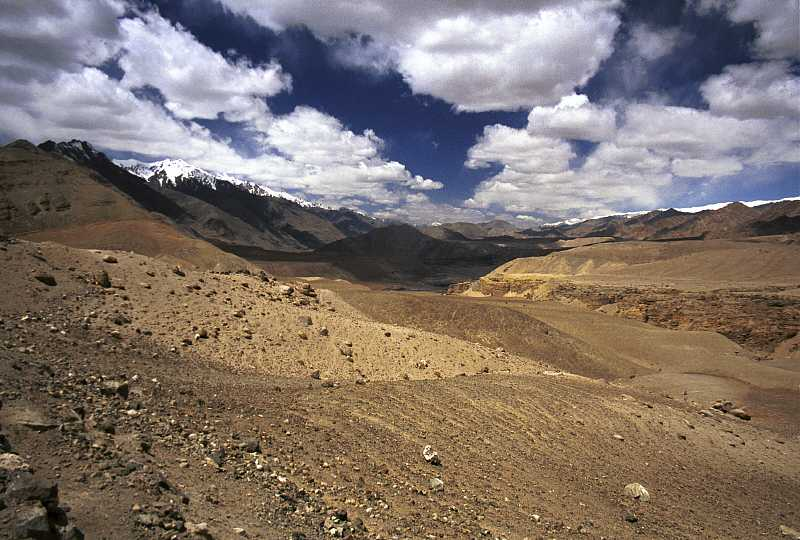
Północno-zachodnie Chiny

Znaczne rozmiary państwa, a zwłaszcza duża rozciągłość południkowa sprawia, że w Chinach wyróżnia się trzy pasy klimatyczne. Ponadto znaczna rozciągłość równoleżnikowa, oraz urozmaicona rzeźba terenu warunkuje istnienie kilku odmian klimatycznych. Chiny leżą w strefach: zwrotnikowej na południu, podzwrotnikowej w środkowym pasie kraju i umiarkowanej na północy. Wschodnie, ale i też południowo-wschodnie Chiny znajdują się pod wpływem monsunowej cyrkulacji powietrza. Zachodnie zaś, gdzie obszary Tybetu wznoszą się na wysokość około 5000 m n.p.m. klimat jest całkowicie inny niż na obszarach nisko położonych. Występuje tam klimat o cechach typowych dla klimatu subpolarnego. Zachodnie Chiny poza Tybetem, a zwłaszcza północne (wokół Mongolii) to klimat wybitnie kontynentalny, cechujący się znaczną suchością.
Chiny południowo-wschodnie i wschodnie reprezentują klimat zwrotnikowy monsunowy. W rejonie 28°N (rejon miasta Wenzhou) klimat wciąż monsunowy przechodzi w pas klimatu podzwrotnikowego. Reasumując regiony leżące do 600-1 000 km w głąb lądu mają klimat posiadający cechę monsunową. Cechą tego klimatu jest sezonowość kierunków wiatru i występowania opadów. W zimie masy chłodnego powietrza przemieszczają się z głębi lądu w kierunku południowym, w tym czasie opady deszczu są słabe. Wraz z nastaniem wiosny, wiatr zmienia kierunek i wieje z południowego wschodu, czyli znad Oceanu Spokojnego. Występują wtedy deszcze monsunowe. Opady deszczu są wysokie z letnim maksimum. Średnio w ciągu roku to od 1200 do 1500 mm. Na samym południu są one wyższe o około 100–200 mm. Wilgotno jest także w górach na południowym wschodzie Chin, gdzie średnia roczna opadowa wynosi od 1500 do 2000 mm. Im dalej na północ tym opady niższe, gdzie na wybrzeżu Morza Żółtego średnia opadowa wynosi od 700 do 1000 mm rocznie, panuje tam klimat umiarkowany, ale wciąż nacechowany wpływami wiatrów monsunowych. Temperatury są dość gorące, w rejonie Hongkongu zimą otrzymują się na poziomie 15–17 °C, latem zaś na poziomie 27–30 °C. Pomimo szerokości geograficznej, latem nie występują upały, a zimą w rejonie południowego wybrzeża mogą docierać masy zimnego powietrza z głębi lądu. Posuwając się dalej na północ temperatury są nieco niższe zimą, ale latem wciąż pozostają niezmienione. Latem na wybrzeżu Morza Południowochińskiego do częstych zjawisk należą burze i sezonowe huragany, zwane tajfunami.
Regiony Chin północno-wschodnich gdzie znajduje się stolica kraju Pekin, cechują się klimatem umiarkowanym, choć wciąż istnieje wpływ wiatrów monsunowych. Opady deszczu w północno-wschodnich Chinach na wybrzeżu są średnie i utrzymują się na poziomie 700 mm. w Pekinie zaś, który nie leży na wybrzeżu opady średnie wynoszą około 600 mm. rocznie. Im dalej na zachód, czyli w głąb lądu tym wpływ monsunów jest coraz słabszy. Region Pekinu reprezentuje klimat umiarkowany ciepły, gdzie temperatury zimą są często ujemne, średnio –5 °C. Wiąże się to z wpływem wiatrów wiejących z północny, które nanoszą zimne powietrze znad Syberii, a brak łańcuchów górskich nie zatrzymuje tych mas powietrza. Taka sama sytuacja występuje w północnych stanach Ameryki. Latem zaś w Pekinie jest bardzo ciepło, a kilka tygodni to upały gdzie temperatura w dzień dochodzi do 35 °C. Średnio latem w Pekinie wartości termiczne wahają się od 27 do 30 °C. W Mandżurii klimat posiada chłodną odmianę. Zimą występują silne mrozy, gdzie średnio jest –20 °C, a wpływ wiatrów znad Syberii sprawia, że tym regionie notuje się rekordy niskich temperatur na do –50 °C. Latem jednak jest ciepło do 25 °C.

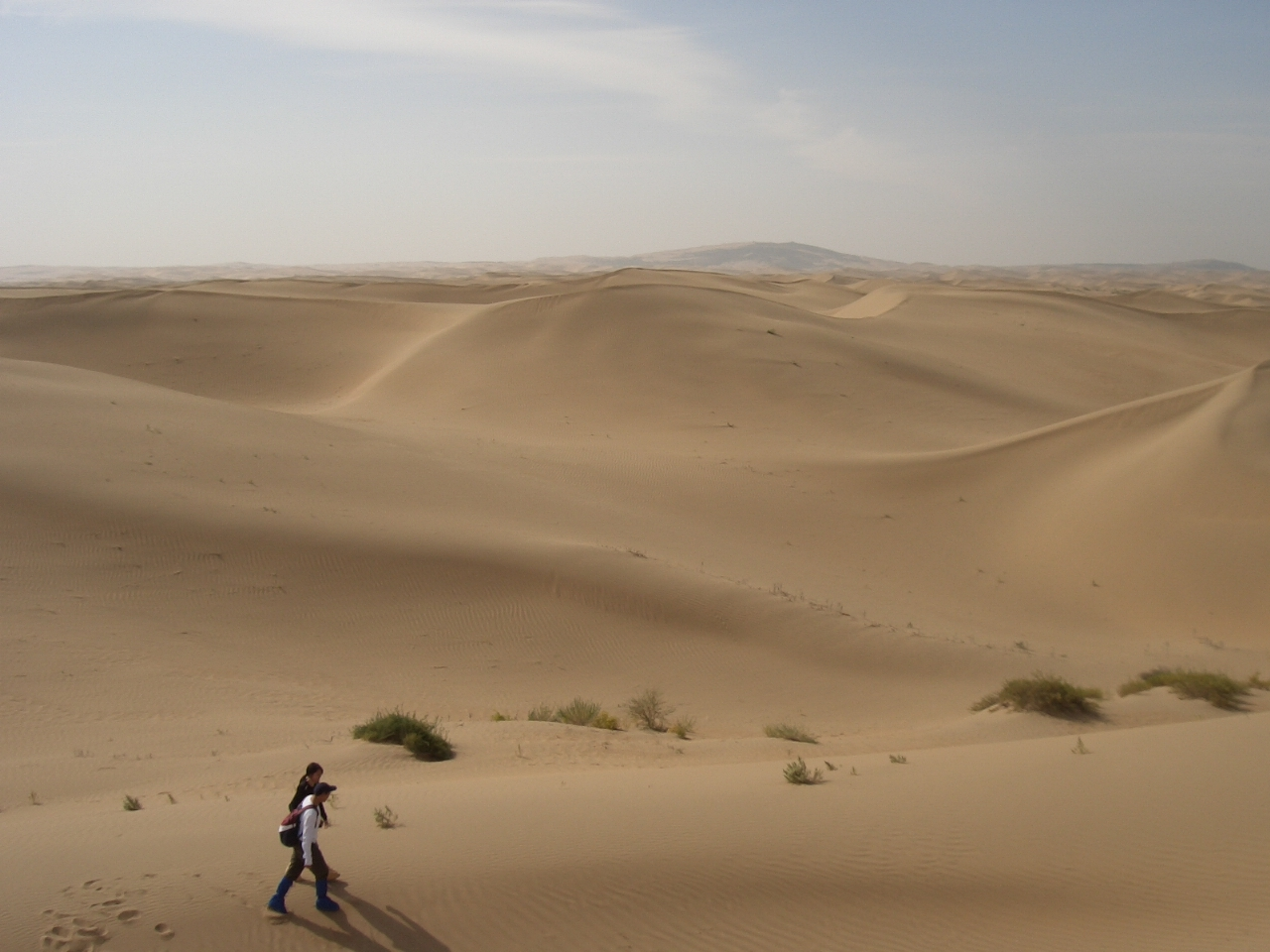
Pustynia Ałaszan

Obszary północne, przy granicy z Mongolią, to strefy klimatu umiarkowanego suchego o wybitnych cechach kontynentalnych. Obszary te cechują się bardzo skąpymi opadami deszczu. Średnia roczna opadowa nie przekracza 200 mm. W wielu miejscach, gdzie występują pustynie, opady utrzymują się na poziomie 50 mm. rocznie. Temperatury są skrajne, zimą średnie wartości wahają się od -20 do 0 °C. Częstym zjawiskiem są silne wiatry wiejące znad Syberii, które obniżają drastycznie temperaturę. Latem jest całkiem inaczej, temperatury są dość wysokie i średnie wartości latem wynoszą nawet 35 °C. Na pustyniach występują upały gdzie w ciągu dnia występuje upał do 40, a nawet 50 °C, a w nocy występują spadki nawet do 0 °C.
Zachodnie Chiny na północ od Tybetu także cechują się podobnym klimatem, lecz ze względu na obecność wysokich pasm górskich, Tienszan, temperatury są chłodniejsze, a śnieg w górach utrzymuje się przez cały rok. Opady w tych górskich regionach są wyższe, niż te na terenach niżej położonych. Tereny nisko położone jak Kotlina Dżungarska mają taki sam przebieg pogodowy jak np. pustynia Ałaszan.
Tybet jest regionem o całkiem innym klimacie niż reszta Chin. Te wysoko położone regiony górskie, często powyżej 5000 m n.p.m. nazywane dachem świata – to klimat zimny, o cechach nie tylko klimatu wysokogórskiego, ale subpolarnego. Dodatkowo klimat Tybetu jest suchy, gdzie obecność wysokiego łańcucha Himalajów uniemożliwia dotarcie wilgotnym masom monsunu letniego nad obszar Tybetu. Opady jeśli występują to przeważnie jest to śnieg. Zimą średnie temperatury wahają się od -20 do –10 °C. Latem jest nieco cieplej, ale i tak średnia wartość termiczna, rzadko osiąga 10 °C. Im wyżej tym jest zimniej, w wyższych partiach gór, a zwłaszcza w Himalajach, przez cały rok temperatury są ujemne. Pogoda tam jest surowa, silne mrozy, wiatry i burze śnieżne sprawiają, że góry te mogą zdobywać jedynie wprawni alpiniści. Co niezwykle Himalaje są dość suchym regionem (poniżej 500 mm. rocznie), gdzie opady jeśli występują to tylko w postaci śniegu.

## Wody

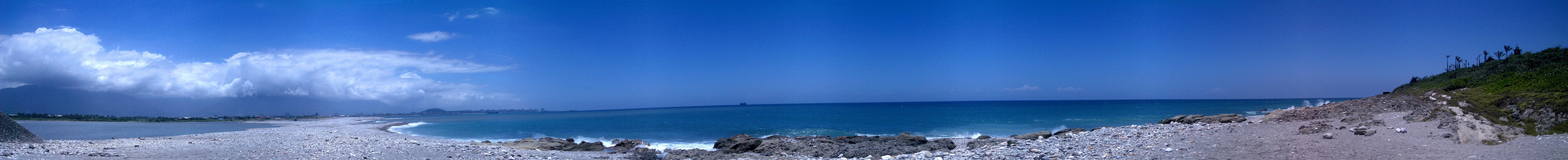
Ujście rzeki Hualian Xi

Chiny na ogół cechują się dość dużą gęstością sieci rzecznej i bardzo dużą ich zasobnością. Jednak aż 36% powierzchni kraju to tereny bezodpływowe, gdzie powierzchnia spływu powierzchniowego rzek wynosi tam 4%. Obszary te zajmują regiony północne, północno środkowe i część terenów północno-zachodnich. Reszta kraju to obszary posiadające mniej lub bardzie gęstą sieć rzeczną, której rzeki uchodzą do oceanów. Najgęstsza sieć rzeczna występuje na Nizinie Chińskiej.
Chiny należą do zlewiska Oceanu Spokojnego – 56,7%; do zlewiska Oceanu Indyjskiego należy 6,9% powierzchni kraju, do Oceanu Arktycznego – 0,4% i są to właśnie wyżej wspomniane obszary bezodpływowe, na których istnieje kilka rzek płynących na północ w kierunku Oceanu Arktycznego.

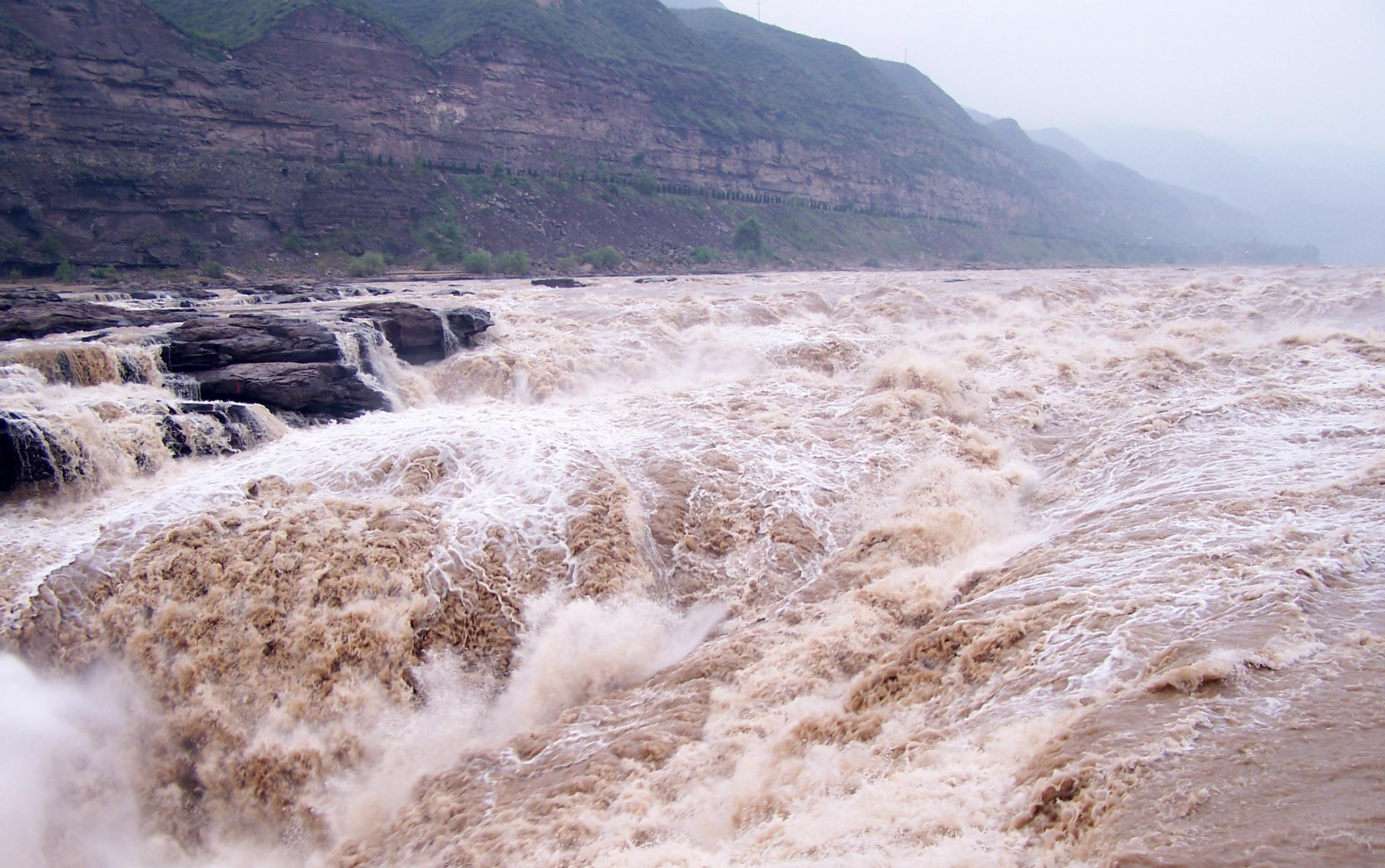
Rzeka Żółta

Najdłuższymi rzekami kraju są Jangcy o długości 5520 km, która płynie niemal przez całe Chiny. Wypływa ona z Wyżyny Tybetańskiej, a uchodzi szeroką estuarią do Morza Wschodniochińskiego. Drugą rzeką jest Huang He, zwana Rzeką Żółtą o długości 4670 km. Rzeka ta bierze swój początek we wschodniej części Tybetu i uchodzi do Zatoki Pohaj. W porównaniu z Jangcy jest to bardzo kręta rzeka, tworząca długi łuk blisko granic Mongolii, a następnie płynąca na południe, by dalej skierować się na wschód i ujść niezbyt pokaźną deltą. Trzecią ważną rzeką Chin jest Rzeka Perłowa, zwana w Chinach Zhu Jiang, mająca długość 2130 km. Rzeka ta płynie na południu kraju i uchodzi do Morza Południowochińskiego w pobliżu Makau. Do innych cieków wodnych warto zaliczyć rzekę Amur, która na dłuższym odcinku wyznacza granicę z Rosją, jej ujście znajduje się poza granicami Chin. Na obszarze Chin znajdują się także górne odcinki Mekongu, Saluinu i Brahmaputry. Łącznie w Chinach jest około 5000 rzek, których dorzecza przekraczają 100 km². Rzekami tymi rocznie spływa 2630 km³ wody, przez co Chiny są jednym z najzasobniejszych w wodę krajów. Mówiąc o rzekach warto zwrócić uwagę na fakt, że w samym Tybecie sieci rzeczne w zasadzie nie ma, poza rzekami które wypływają z jego zewnętrznych obszarów, zwłaszcza z terenów wschodniego Tybetu. W samym centrum tego region nie ma rzek, czego przyczyna jest surowy klimat (niskie opady, niskie temperatury).
Jeśli chodzi o Wyżynę Tybetańską, to w tymże regionie jest za to duża liczba jezior. W sumie ze wszystkich jezior Chin, na Tybet przypada około 60% ich powierzchni, są to głównie jeziora pochodzenia tektonicznego. Jezior w Chinach jest bardzo dużo, blisko 2800 z nich to jeziora o powierzchni większej niż 1 km². Tych o powierzchni powyżej 100 km² jest 700. Łączna powierzchnia wszystkich jezior to 80 tys. km² Wielkie, ale dość płytkie jeziora występują wzdłuż środkowego i dolnego biegu Jangcy. Leży tam największe słodkowodne jezioro Chin – Poyang Hu o powierzchni 3583 km². W przypadku jezior słonowodnych, to te królują na zachodzie Chin, a największe z nich Kuku-nor zwane też Qinghai leży w Tybecie, a jego powierzchnia wynosi 4600 km². Poza jeziorami w Tybecie, Himalajach, oraz w Tienszan występują lodowce.
Większość rzek kraju jest żeglownych. Między Pekinem, a portem w Hangzhou nad rzeką Jangcy wybudowano Wielki Kanał. Jak sama nazwa wskazuje jego długość – 1782 km czyni go najdłuższym kanałem świata.

## Gleby
Różnorodność środowiska geograficznego Chin, warunkuje tym samym dużą różnorodność pokrywy glebowej. W północno-wschodniej części kraju występują luwisole, czarnoziemy i kasztanoziemy. Gleby te są na ogół żyzne, lecz wymagające stosowania odpowiednich zabiegów agrotechnicznych. W środkowych Chinach przeważają kambisole, które są stosunkowo żyznymi glebami zawierającymi dużo wapnia. Gleby te w szczególności pokrywają obszary Doliny Lessowej, której północna część jest pokryta kasztanoziemami. Chiny południowo-wschodnie są pokryte arkisolami, które charakteryzują się intensywnymi procesami wymywania i lateryzacji. Obszary północno-zachodnich Chin, gdzie panują suche warunki klimatyczne, są regionem występowania ubogich kserosoli i yernosoli. Tereny wysoko położone Tybetu pokrywają górskie odmiany kambisoli i kserosoli. W górach występują gleby inicjalne, do których należą litosole i regosole. Doliny rzek są pokryte aluwialnymi fluwisolami, zaś tereny podmokłe reprezentują bagienne gleby jak glejsole i histosole, które można spotkać min. w Mandżurii.

## Flora
Świat roślinny Chin jest bogaty i różnorodny. Naturalne zbiorowiska leśne w Chinach w większości zostały zajęte przez tereny uprawne, a lasy stanowią zaledwie około 12% powierzchni kraju. Naturalną formacją roślinną wschodnich Chin były lasy liściaste, mieszane i szpilkowe, które uległy znacznej degradacji na przestrzeni kilku tysięcy lat. Najbardziej wylesiona została środkowo-wschodnia część kraju, a największe zbiorowiska leśne znajdują się w Mandżurii. Na północnym wschodzie, w górach Wielkiego Chinganu, występuje tajga sosnowo-modrzewiowa, która ku południowi przechodzi w lasy mieszane z dębami i sosnami. Duża część pierwotnych terenów leśnych uległa przekształceniu, a wtórne lasy składają się przeważnie z karłowatych drzew i krzewów.
Dalej na południe formacje leśne przechodzą w zimnozielone lasy monsunowe, które zajmują obszar na południe od Jangcy. Na Nizinie Chińskiej naturalną roślinnością są lasy monsunowe, które zostały całkowicie wyniszczone. Na wododziałach zachowały się fragmenty lasów liściastych z udziałem dębów, wiązów, klonów, jesionów. W lasach monsunowych rosnących na południe od Jangcy charakterystycznymi gatunkami są figowce i magnolie, występują również zarośla bambusowe. Wilgotne lasy podrównikowe rosną tylko na południowych krańcach prowincji Junnan, czyli na wybrzeżu Morza Południowochińskiego i na wyspie Hajnan. Lasy te są bogate w palmy, bambusy, liany i epifity. W Górach Południowochińskich rosną wiecznie zielone lasy z drzewami tungowymi, kamforowcami i wawrzynami oraz zarośla bambusowe.
Inna szata roślinna występuje w Chinach północno-zachodnich, jak i w północnych. Rozległe obszary w północnych Chinach zajmują stepy, a na zachodzie pustynie i półpustynie. Obszary stepowe poczynając od wschodni mają postać bujnych obszarów łąkowych, które stopniowo przechodzą w coraz bardziej suche i ubogie zbiorowiska roślinne. Charakterystycznymi rodzajami traw stepowych są Stipa i Agropyron. W przypadku roślinności trawiastej, to ta występuje także w Chinach północno-wschodnich. Obok roślinności bagiennej, można tam spotkać sawanny parkowe z trawami do 80 cm. wysokości. Wracając do obszarów pustynnych i półpustynnych, to te regiony Chin zajmują około 20% powierzchni kraju. Wśród skąpej pokrywy roślinnej, poza terenami ruchomych wydm przeważają krzewinki i rośliny zielne. W zasolonych zagłębieniach rosną słonorośla.
Tereny górzyste cechują się piętrowością roślinną, gdzie ta jest nieco zróżnicowana, czego przyczyną jest kontynentalizm. Regiony będące pod wpływem monsunów mają bardziej rozbudowaną piętrowość niż tereny górzyste leżące daleko od oceanu. W górach na zachodzie Chin piętrowość roślinna w zasadzie nie występuje. Na wysokościach od 3000 do 4000 m n.p.m. stepy zastępują łąki wysokogórskie, a powyżej 4000 m n.p.m. są już tylko nagie skały. Wyżynę Tybetańską pokrywają wysokogórskie stepy ostnicowe oraz wysokogórskie pustynie o bardzo skąpej roślinności krzewinkowej i poduszkowej. Południowy Tybet i Himalaje to głównie nagie skały i pokrywa śnieżna. Obszary leżące 5000 m n.p.m. i wyżej to tereny, gdzie szata roślinna nie występuje, a przez cały rok utrzymuje się śnieg.

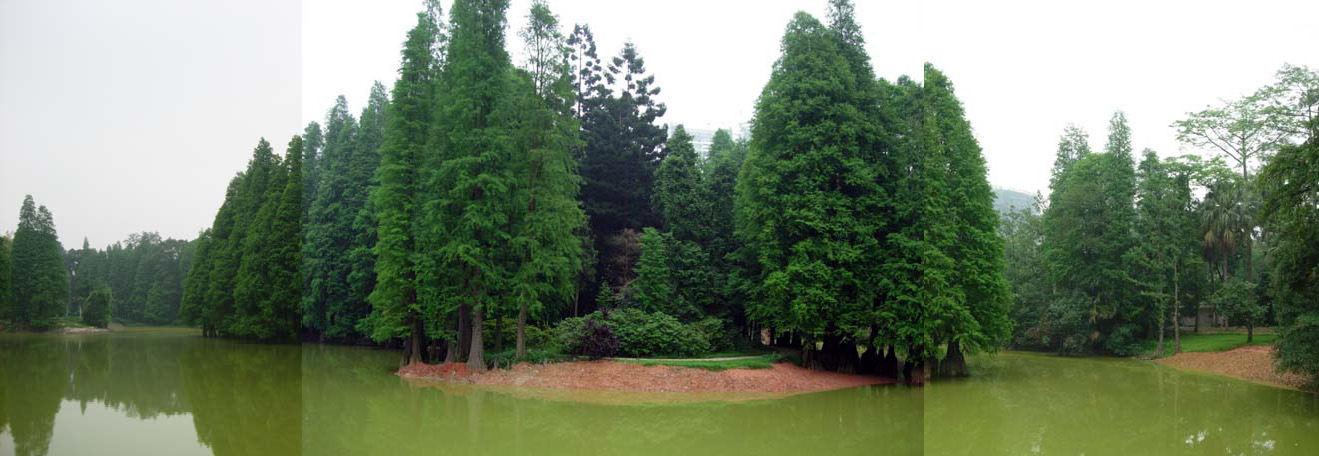
Mandżuria

## Fauna

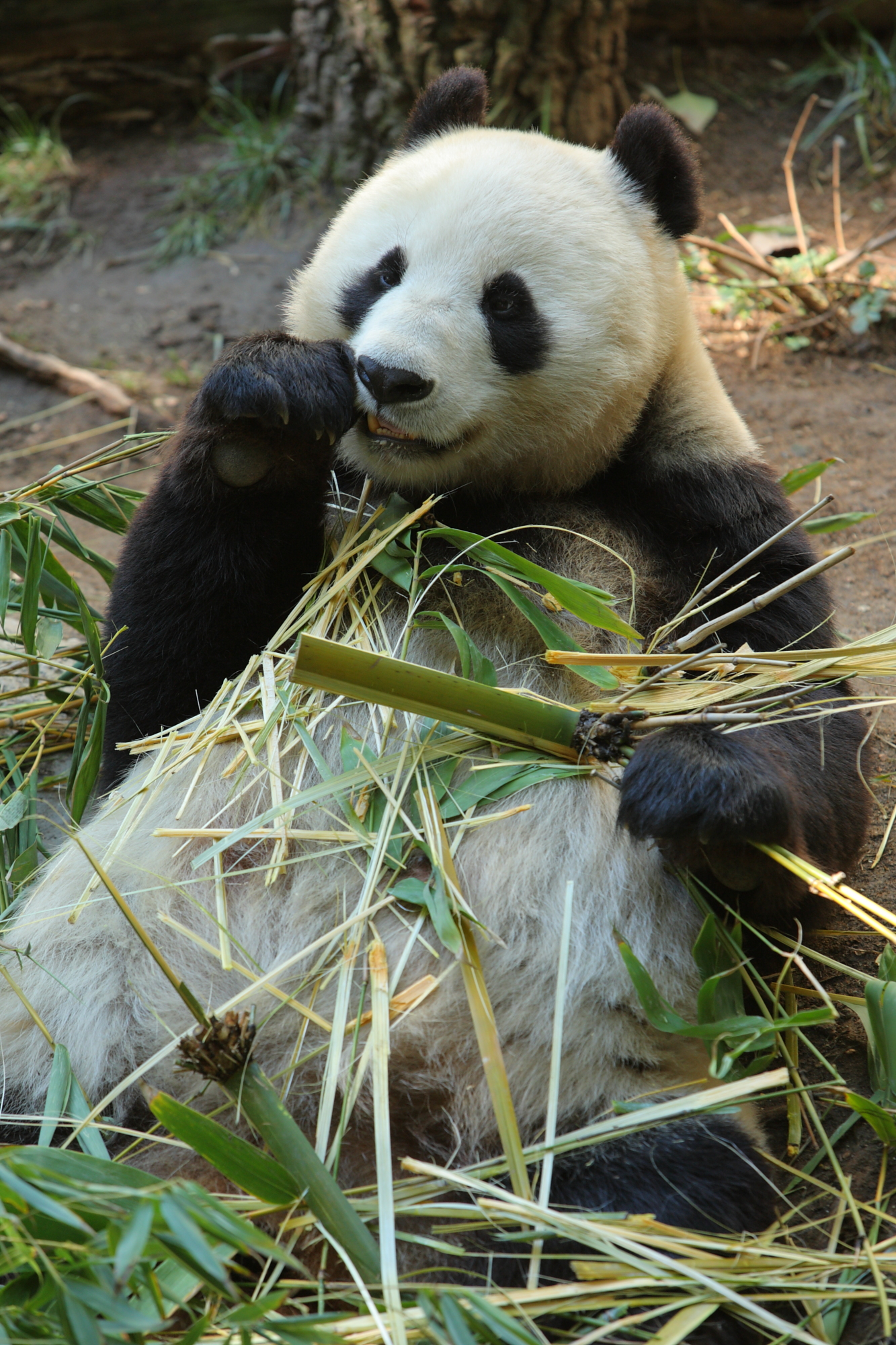
Panda wielka

Świat zwierząt jest bardzo zróżnicowany, co oczywiście jest normalne przy państwie o tak dużej powierzchni i urozmaiconym środowisku geograficznym. Do najbardziej osobliwych i najłatwiej rozpoznawalnych gatunków zwierząt należy zagrożona wyginięciem panda wielka często uważana za symbol fauny Chin.
Zachodnia połowa kraju należy Regionu Środkowoazjatyckiego Palearktyki. Górskie tereny Tybetu są zamieszkiwane największe zwierzę Chin – jaka, który jest dużym ssakiem kopytnym, gęsto pokryty długą sierścią, przystosowany do życia w warunkach ciężkiego klimatu. Do innych zwierząt kopytnych należą: gazela tybetańska, nachur i koziorożec syberyjski. Do drapieżników zaś należą irbis i niedźwiedź tybetański. Z ptaków w zachodnich Chinach żyją m.in. sępy z których najbardziej okazały się sęp himalajski. Tereny leżące na północ od Tybetu, czyli stepy i pustynie zamieszkuje krytycznie zagrożony wyginięciem wielbłąd dwugarbny. Z innych gatunków tu występujących warto wymienić konia Przewalskiego i kułana, oraz liczne gatunki gryzoni.
Wschodnia część kraju należy do Regionu Mandżurskiego. Do najbardziej charakterystycznych ssaków tego regionu należą m.in. jeleń wschodni, piżmowiec syberyjski, goral himalajski i jenot. Dawniej występowały tu też dwa gatunki dużych drapieżników z rodziny kotowatych – lampart amurski i tygrys syberyjski. Pierwszy z nich w Chinach wyginą całkowicie, drugi występuje bardzo nielicznie wyłącznie przy granicy z Rosją. Z ptaków we wschodnich Chinach bytują m.in. żurawie mandżurskie, z płazów do szczególnych gatunków należy salamandra olbrzymia. W Mandżurii, na obszarach graniczących z tajgą występuje ponadto niedźwiedź brunatny.
Południowa część kraju to Region Indochiński Krainy Orientalnej. W tym regionie Chin, do nielicznych gatunków należy słoń indyjski, a do pospolitych zwierząt należą jeleniowate takie jak np. mundżak. Do drapieżników południowych Chin zaliczyć należy lamparty oraz tygrysa chińskiego (obecnie prawdopodobnie wymarły na wolności). Jako że są to regiony klimatu zwrotnikowego, to w tej części Chin występują naczelne jak np. gibon hulok. Wśród ptaków licznie występują przedstawiciele bażantów, a poza nimi endemiczne dla regionów południowej Azji – turkuśniki. Największym ptakiem drapieżnym południowych Chin jest bielik białobrzuchy. Liczne są także gady, a zwłaszcza jaszczurki oraz węże z których największe rozmiary osiąga jadowita kobra królewska i należący do dusicieli pyton tygrysi. W dorzeczu Jangcy żyje jeden z najmniejszych krokodylowatych – aligator chiński.

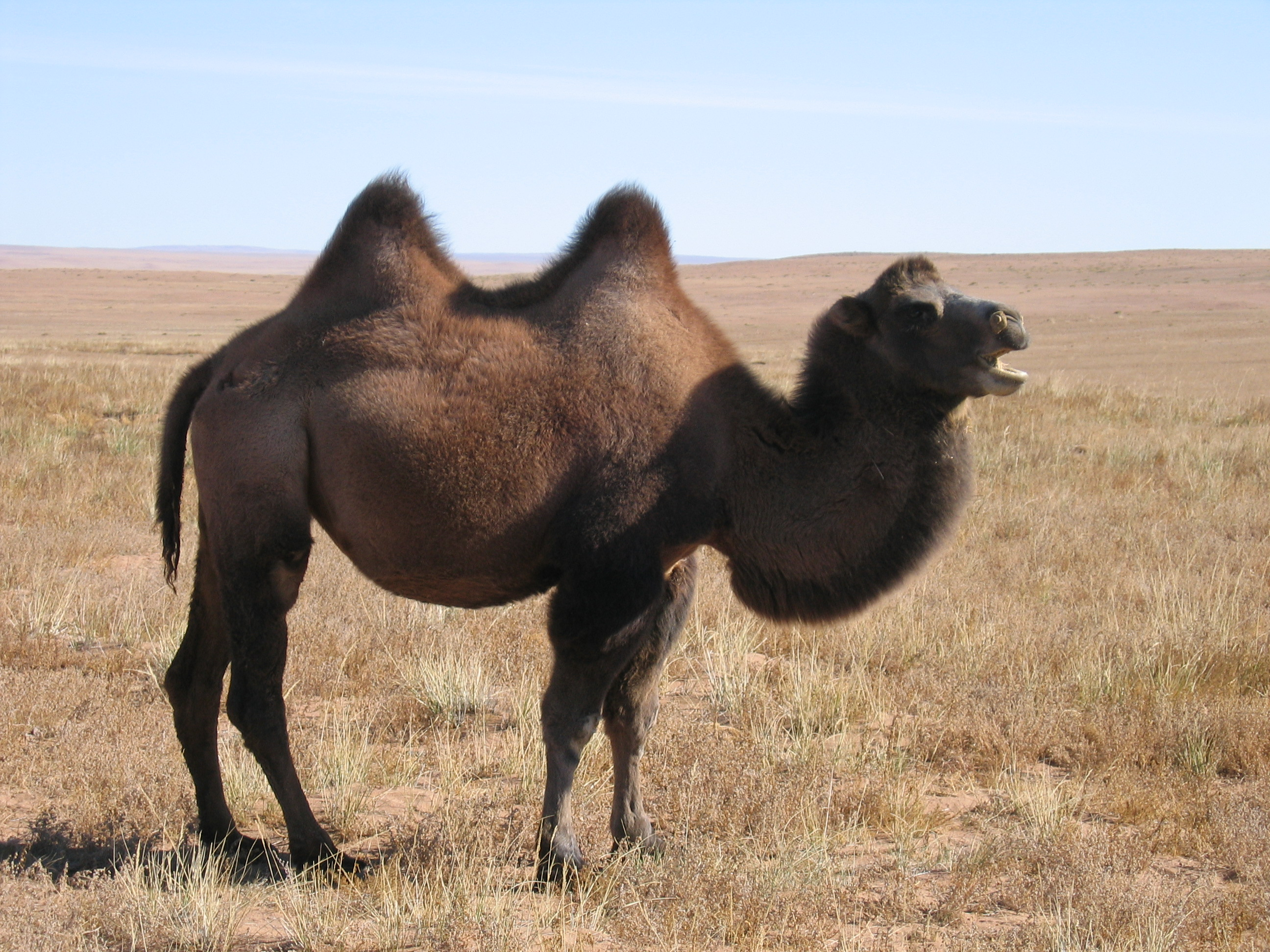
Wielbłąd dwugarbny
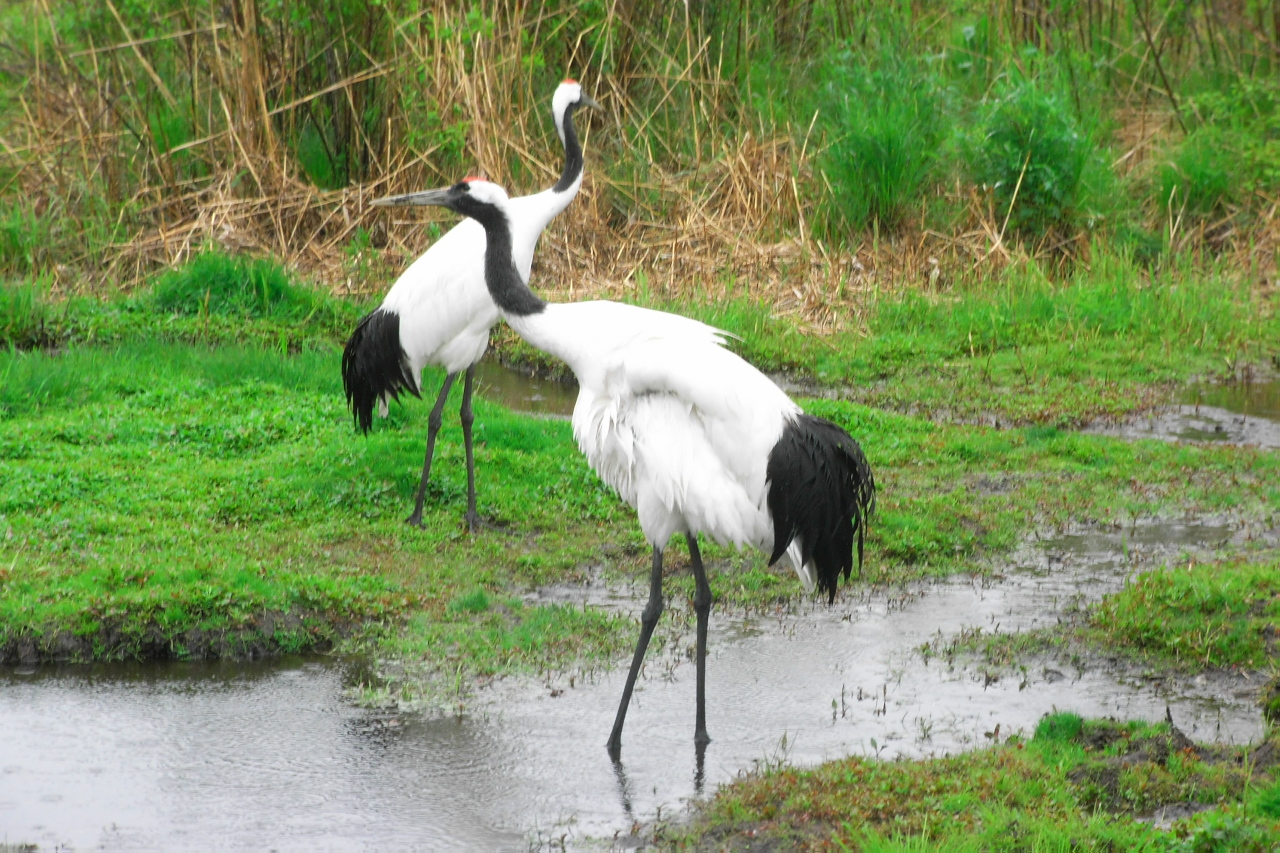
Żuraw mandżurski
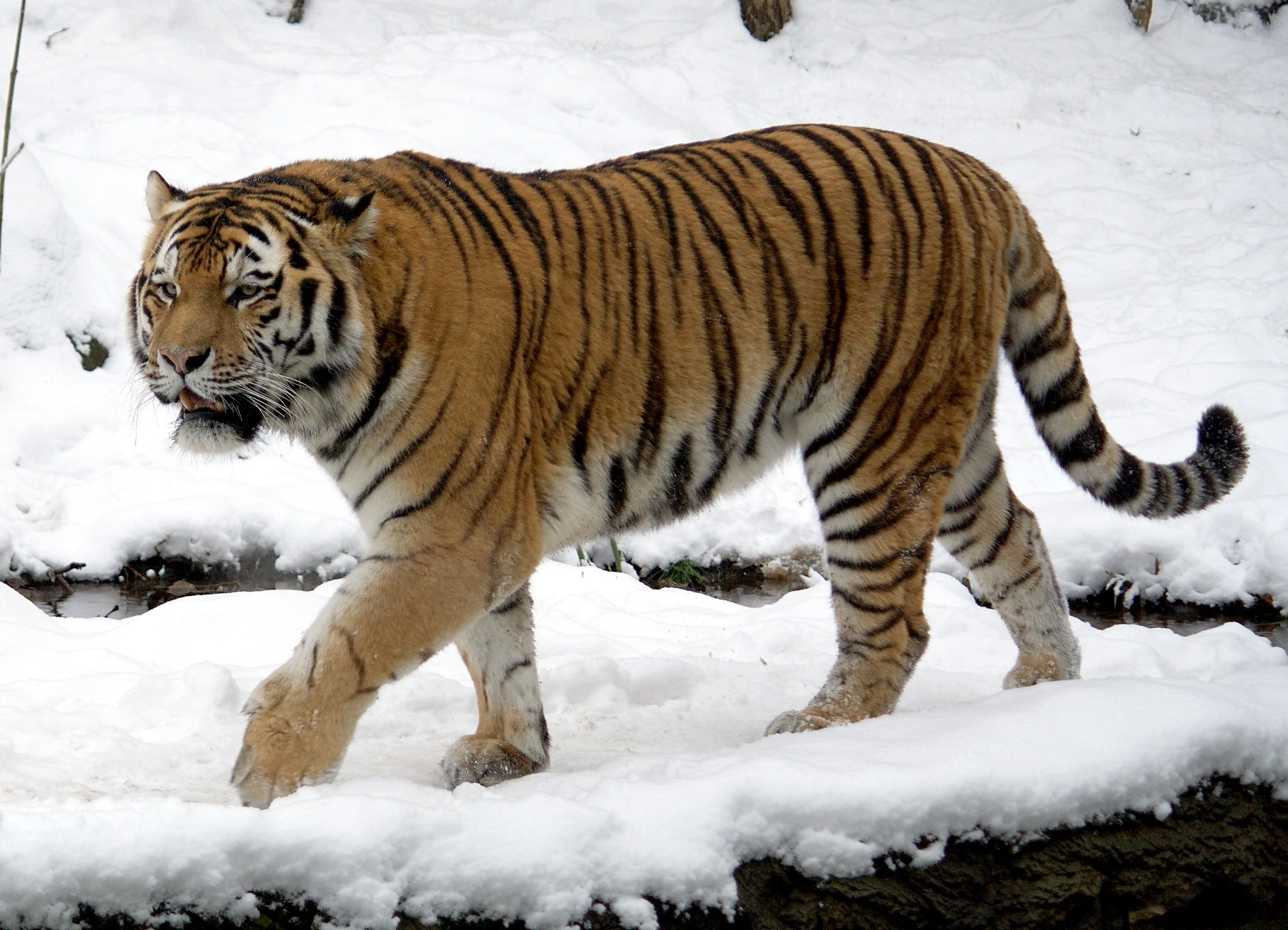
Tygrys syberyjski
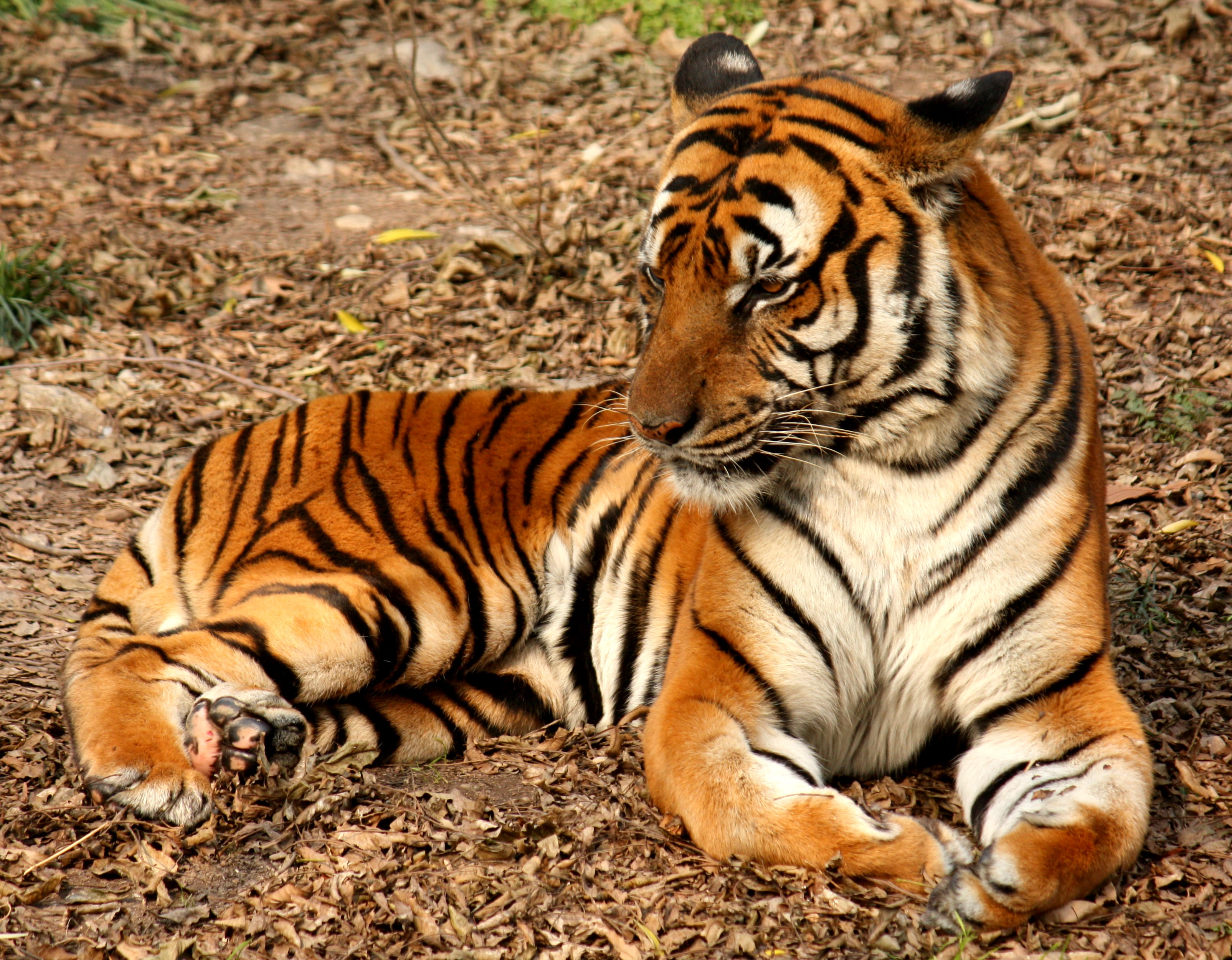
Tygrys chiński
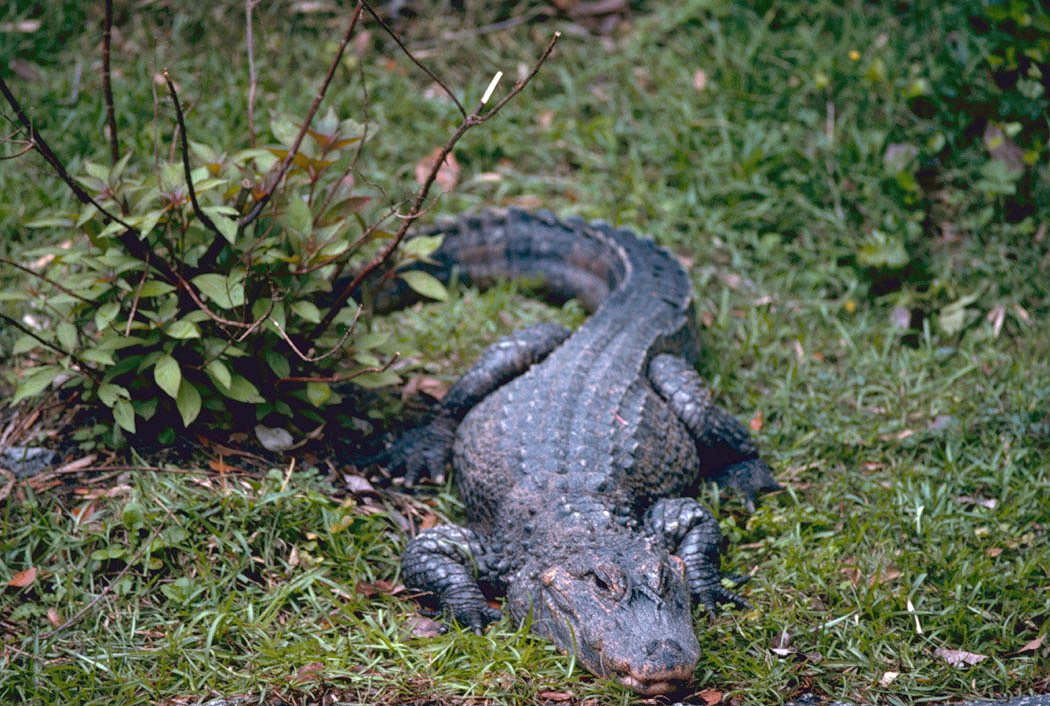
Aligator chiński

## Ochrona przyrody
Chiny są krajem mającym bogate doświadczenia w dziedzinie ochrony przyrody. Kwestia relacji człowieka z przyrodą, zajmowała poczesne miejsce w tradycyjnych wierzeniach i systemach moralno-filozoficznych. Jednym z przykładów ochrony przyrody i jej odbudowy jest zalesianie znacznych połaci terenu po upadku mongolskiej dynastii Yuan. Miało to miejsce w XIV w. n.e.
Jednak w Chinach pierwszy obszar chroniony założono w 1956 roku. W 1997 istniało w Chinach 932 rezerwatów przyrody o łącznej powierzchni 76,7 mln ha; dzięki temu objęto programem ochrony najcenniejsze regiony przyrodniczo-krajobrazowe. Należą do nich m.in. fragmenty gór (zwłaszcza w pobliżu intensywniej zagospodarowanych obszarów, np. w Syczuanie i Yunnanie oraz w Ałtaju i Tienszanie), obszary występowania krasu (region miasta Guilin) oraz zespoły flory i fauny w Górach Wschodniomandżurskich i prowincji Guizhou oraz prowincji Junnan. Masyw górski Tai Shan w prowincji Shandong jest wpisany na listę światowego dziedzictwa kultury i przyrody UNESCO. Ochroną przyrody w Chinach zajmuje się Narodowa Agencja Ochrony Środowiska powołana w 1979 roku.